# Last Bullet
Last Bullet (ラストバレット) est un jeu vidéo d'aventure développé et édité par FuRyu, sorti en 2009 sur Nintendo DS.